# Ateleothylax
Ateleothylax är ett släkte av svampar. Ateleothylax ingår i divisionen sporsäcksvampar och riket svampar.